# Museo Koenig
El Museo de Investigación Alexander Koenig (en alemán: Forschungsmuseum Alexander Koenig) es un museo de historia natural y una institución de investigación zoológica de la ciudad de Bonn, Alemania. El museo recibe su nombre de Alexander Koenig, quien donó su colección de especímenes a la institución. Se abrió en 1934 y está adscrito a la Universidad de Bonn.